# Еліптоцити
Еліптоцити, також відомі як овалоцити або сигарні клітини — це еритроцити непритаманної їм форми, які виглядають овальними або подовженими, тобто мають обриси від злегка яйцеподібних до паличкоподібних.  У них є звичайна центральна блідість, із гемоглобіном який виглядає зосередженим на кінцях подовжених клітин, якщо дивитися крізь оптичний мікроскоп.  Кінці клітин тупі, а не загострені, як у серпоподібних клітин.
Еліптоцити, зазвичай пов'язуються зі спадковим еліптоцитозом.  Однак вони також можуть спостерігатися у людей із залізодефіцитною анемією, у разі сепсису, малярії та інших патологічних станів, які знижують кругообіг та/або виробництво еритроцитів.  У разі наявності залізодефіцитної анемії, також можна очікувати мікроцитоз і гіпохромію.

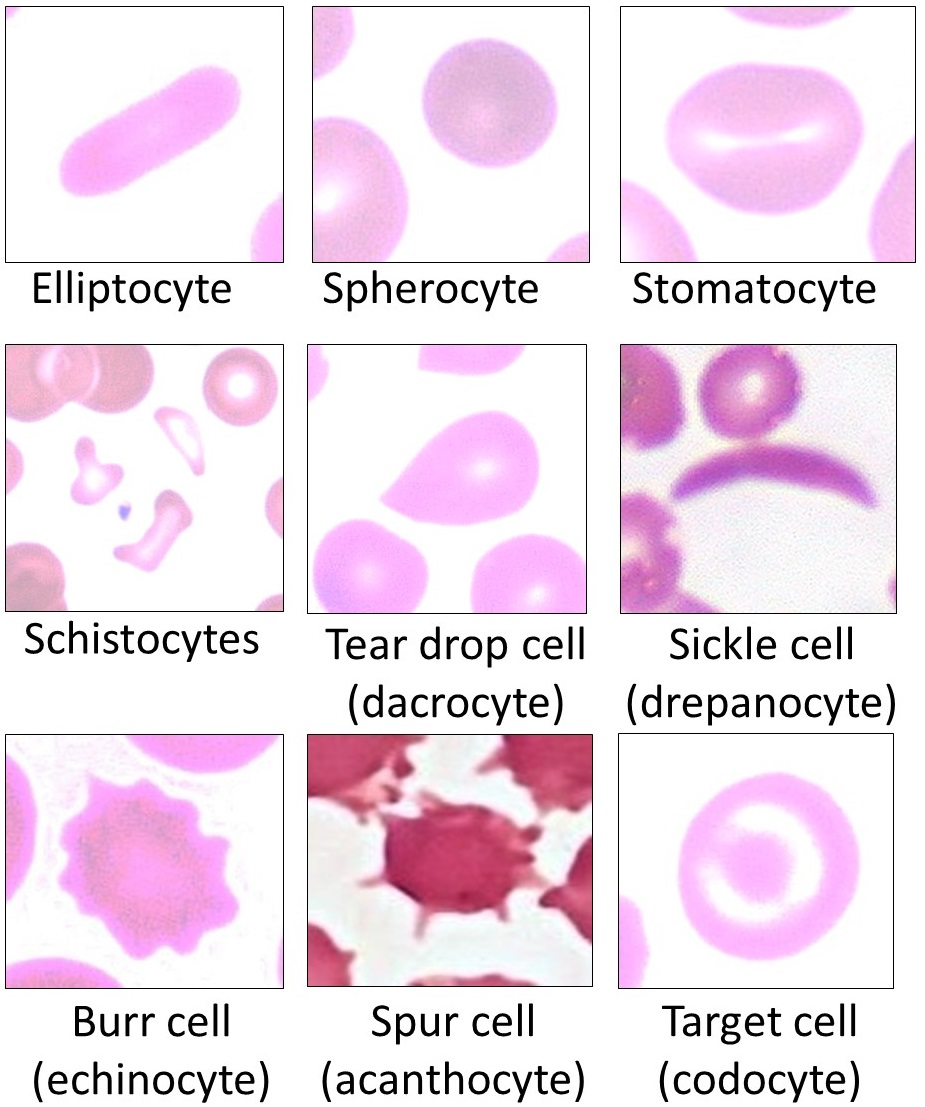
Еліптоцити порівняно з іншими формами клітин пойкілоцитозу

## Причини
Рідкісні еліптоцити (менше 1%) у мазку периферичної крові, є звичайною знахідкою.
Ці незвичайні еритроцити, спостерігаються у більшій кількості на плівках крові недужих, із такими захворюваннями крові, як от:
• Спадковий еліптоцитоз і овалоцитоз Південно-Східної Азії
• Таласемія
• Нестача заліза
• Мієлодиспластичний синдром і мієлофіброз
• Мегалобластна анемія